# 松本晋一
松本 晋一（まつもと しんいち、1964年2月26日 - ）は、日本のタップダンサー・タップダンス講師・ロープウェイ研究家である。

## 来歴・人物
ボードビリアン・タレントの早野凡平と舞踊家の印南明美の長男として東京都北区で生まれる。練馬区出身。
子供の頃から母が主宰していたモダンバレエ教室で育ったこともあり、日劇やSKDに興味を持ち、12歳となった1976年の誕生日には1人で東海道新幹線に乗って宝塚歌劇団を見に行くほどになる。
1983年、一浪の後に日本大学芸術学部映画学科演技コースへ入学。ミュージカル研究会に所属し没頭しすぎたために3年目に中退。翌1986年に渡米し、サンフランシスコでスタンリー・カーンに師事。ここで初めてタップダンスと出会う。その後、何度か帰国と渡米を繰り返すが、1990年に父の死去がきっかけになり、国内での活動に拠点を移す。
東京ディズニーランドのパレードやダンスショーで活動をしていた1991年に穴田英明と出会い、「東京リズムボーイズ」を結成。一方でタップダンスパフォーマンス集団「HAND-CLAP」も結成し、精力的に活動している。
1998年、タップインの加藤邦保に師事し、ダンスのみならずショーや舞台の構成・演出も手がけるようになる。また都内3箇所のスタジオでダンス教室を持つ。しかし2016年に諸事情ですべての教室を閉鎖した。
また子供の頃に家族旅行でアタミロープウェイならびに箱根ロープウェイに乗ったことをきっかけで興味を持ち、日本国内のロープウェイへの乗車・撮影を趣味とし、2016年には搬器・駅・土産品などの詳細なデータを網羅したガイドブックを発刊した。

## エピソード
- 少年時代からレビューや歌劇に興味を持っていたが、周囲の友人はまったく興味を持つ者がおらずにひとりでこもることも多かったという。また最初は舞台よりも緞帳などの舞台装置の方に興味があり、舞台装置の模型を自分で作るほどだった。
- 中学生の時に「ザッツエンターテイメント」を見て、ミュージカルにハマる。その影響で古いアナログレコードにも興味を持ってしまい、大学中退後はしばらくの間中古レコード店でアルバイトをしていた。現在では、カナリの枚数のレコードをコレクションしている。

## 著作書籍
『ロープウェイ探訪 昭和の希望を運んだ夢の乗り物!』 - 2016年7月7日発刊 グラフィック社  ISBN 978-4766129335